# Úrvalsdeild 2003
La Úrvalsdeild 2003 fu la 92ª edizione della massima serie del campionato di calcio islandese disputata tra il 18 maggio e il 20 settembre 2003 e conclusa con la vittoria del KR, al suo ventiquattresimo titolo e secondo consecutivo.
Capocannonieri del torneo furono Björgolfur Takefusa (Þróttur), Gunnar Heiðar Þorvaldsson (ÍBV) e Sören Hermansen (Þróttur) con 13 reti.

## Formula
Come nella stagione precedente le squadre partecipanti furono dieci e si incontrarono in un turno di andata e ritorno per un totale di diciotto partite.
Le ultime due classificate retrocedettero in 1. deild karla.
Le squadre qualificate alle coppe europee furono quattro: i campioni alla UEFA Champions League 2004-2005, la seconda e il vincitore della coppa nazionale alla Coppa UEFA 2004-2005 e un'ulteriore squadra alla Coppa Intertoto 2004.

## Squadre partecipanti
| Club      | Città          | Stadio | Posizione 2002     |
| --------- | -------------- | ------ | ------------------ |
| Fylkir    | Reykjavík      |        | 2°                 |
| ÍBV       | Vestmannaeyjar |        | 7°                 |
| FH        | Hafnarfjörður  |        | 6°                 |
| KR        | Reykjavík      |        | Campione d'Islanda |
| Grindavík | Grindavík      |        | 3°                 |
| KA        | Akureyri       |        | 4°                 |
| ÍA        | Akranes        |        | 5°                 |
| Þróttur   | Reykjavík      |        | 1. deild           |
| Fram      | Reykjavík      |        | 8°                 |
| Valur     | Reykjavík      |        | 1. deild           |

## Classifica finale
|                    | Pos. | Squadra   | Pt | G  | V  | N | P  | GF | GS | DR  |
| ------------------ | ---- | --------- | -- | -- | -- | - | -- | -- | -- | --- |
| Islanda (bandiera) | 1.   | KR        | 33 | 18 | 10 | 3 | 5  | 28 | 27 | +1  |
|                    | 2.   | FH        | 30 | 18 | 9  | 3 | 6  | 36 | 24 | +12 |
|                    | 3.   | ÍA        | 30 | 18 | 8  | 6 | 4  | 27 | 21 | +6  |
|                    | 4.   | Fylkir    | 29 | 18 | 9  | 2 | 7  | 29 | 24 | +5  |
|                    | 5.   | ÍBV       | 24 | 18 | 7  | 3 | 8  | 25 | 25 | 0   |
|                    | 6.   | Grindavík | 23 | 18 | 7  | 2 | 9  | 24 | 31 | -7  |
|                    | 7.   | Fram      | 23 | 18 | 7  | 2 | 9  | 22 | 30 | -8  |
|                    | 8.   | KA        | 22 | 18 | 6  | 4 | 8  | 29 | 27 | -2  |
|                    | 9.   | Þróttur   | 22 | 18 | 7  | 1 | 10 | 27 | 29 | -2  |
|                    | 10.  | Valur     | 20 | 18 | 6  | 2 | 10 | 24 | 33 | -9  |

Legenda:

      Campione d'Islanda e ammesso alla UEFA Champions League
      Ammesso alla Coppa UEFA
      Ammesso alla Coppa Intertoto
      Retrocesso in 1. deild karla
Note:

Tre punti a vittoria, uno a pareggio, zero a sconfitta.

### Verdetti
- KR Campione d'Islanda 2003 e qualificato alla UEFA Champions League
- FH e ÍA qualificati alla Coppa UEFA
- Fylkir qualificato alla Coppa Intertoto
- Þróttur e Valur retrocesse in 1. deild karla.